# This Little Girl of Mine
"This Little Girl of Mine" – piosenka napisana oraz nagrana w 1955 roku, przez amerykańskiego muzyka Raya Charlesa. W tym samym roku została wydana na singlu przez wytwórnię Atlantic. 
Piosenka była utworem dodatkowym na wydaniu singla "A Fool for You", który uplasował się na szczycie notowania Billboard Hot R&B/Hip-Hop Songs. "This Little Girl of Mine" osiągnęła duży sukces, zajmując miejsce #9 na tej samej liście.

## Informacje
- Wokal i fortepian: Ray Charles
- Dodatkowy wokal: Mary Ann Fischer, David "Fathead" Newman i Donald Wilkerson
- Instrumenty: Ray Charles Orchestra
- Producent: Jerry Wexler